# Chloroclystis chloerata
Chloroclystis chloerata är en fjärilsart som beskrevs av Paul Mabille 1870. Chloroclystis chloerata ingår i släktet Chloroclystis och familjen mätare. Inga underarter finns listade i Catalogue of Life.